# Beth Israel Medical Center
Le Beth Israel Medical Center est un hôpital de la ville de New York, qui est également réputé pour former les étudiants en médecine et les infirmiers. Les activités de l'établissement se concentrent autour de quatre centres, et de deux antennes universitaires, le Albert Einstein College of Medicine, rattaché à la Yeshiva University, et la Phillips Beth Israel School of Nursing. Le principal centre de l'hôpital est situé sur la Première Avenue, au niveau de la 16e rue.